# Идигорас Фуэнтес, Хосе Мигель
Хосе́ Миге́ль Рамо́н Иди́горас Фуэ́нтес (исп. José Miguel Ramón Ydígoras Fuentes; 1895 — 1982) — президент Гватемалы с 1958 по март 1963 года, консерватор.

## Ранняя биография и военная карьера
Идигорас Фуэнтес родился на кофейной плантации в Пуэбло-Нуэво в гватемальском департаменте Реталулеу 17 октября 1895 года. Он сохранил большую любовь к кофе и в зрелом возрасте, утверждая, что выпивает 10 чашек кофе в день, и описывая свою привязанность как «патриотический порок», ссылаясь на высокое производство кофе в Гватемале. Идигорас Фуэнтес поступил в Гватемальскую военную академию и окончил её с отличием. В 1915 году он был призван служить в Гватемальскую пехоту. В 1918 году он был направлен в посольство Гватемалы в Вашингтон, столицу США, а в 1919 году — в посольство страны в Париже. В том же году Идигорас Фуэнтес представлял Гватемалу на Парижской мирной конференции. Впоследствии он занимал различные посты в Военной академии, прежде чем стать губернатором департамента Сан-Маркос в 1922 году.
Идигорас Фуэнтес был произведён в генералы в 1937 году. Он занимал пост губернатора при правительстве диктатора Хорхе Убико до 1939 года, когда тот назначил его начальником дорог. После того как Убико был свергнут в результате Октябрьской революции, Идигорас был отправлен сначала в Вашингтон, а затем в Лондон, в дипломатическую ссылку. Во время правления Хуана Хосе Аревало Идигорас Фуэнтес был так или иначе вовлечён в несколько из 25 попыток переворотов в 1945—1951 годах. Он вернулся в Гватемалу в 1950 году. На гватемальских президентских выборах 1950 года он был главным противником Арбенса. Выборы были в целом свободными и справедливыми, за исключением того, что женщины, которые не умели читать, всё ещё были лишены избирательных прав. Хотя Идигорас Фуэнтес пользовался поддержкой землевладельцев, ему не хватало народной популярности и поддержки со стороны крупных политических партий, как у Арбенса. Арбенс в конечном итоге победил на выборах с 258 987 голосами против 72 796 за Идигораса Фуэнтеса из общего числа 404 739 проголосовавших.
Центральное разведывательное управление США рассматривало Идигораса Фуэнтеса в качестве кандидата на лидера гватемальского государственного переворота 1954 года, поскольку он имел поддержку среди гватемальской оппозиции. Однако его кандидатура была отвергнута из-за его роли при режиме Хорхе Убико, а также из-за европейского облика, который вряд ли мог понравиться населению Гватемалы, состоящему преимущественно из метисов. Вместо него был выбран Карлос Кастильо Армас. Позже Идигорас Фуэнтес утверждал, что в 1953 году Уолтер Тернбулл, служащий «United Fruit Company», познакомил его с двумя агентами ЦРУ и предложил свою помощь в свержении Арбенса. Идигорас сказал, что он отказался от их условий, которые включали в себя поддержку «United Fruit Company», ликвидацию профсоюза железнодорожников и установление диктатуры, подобной диктатуре Убико. Идигорас Фуэнтес согласился помочь Кастильо Армасу в его попытке переворота, и этот факт привлёк внимание правительства Арбенса ещё до того, как оно пало. После того как Кастильо Армас пришёл к власти после гватемальского государственного переворота 1954 года, Идигорас Фуэнтес был назначен послом в Колумбию.

## Президентство
Карлос Кастильо Армас был убит в 1957 году, и сразу же после этого военной хунтой были организованы выборы. Они были настолько сфальсифицированы, что народные протесты вынудили провести новое голосование. В 1958 году состоялись ещё одни выборы, на которых победу одержал Идигорас Фуэнтес. Его администрация постоянно сталкивалась с коррупционными скандалами. После его избрания произошли значительные социальные потрясения, а демонстрации и протесты против правительства и против фальсификаций на выборах стали обычным явлением в период его правления. Из этих протестов со временем выросло Революционное движение 13 ноября.
В июле 1958 года один из высокопоставленных руководителей ЦРУ описал Идигораса как «известного своей угрюмостью, почти шизофреника», который «регулярно игнорирует советы своего кабинета и других близких соратников». Начало выступлений левых привело к тому, что Идигорас Фуэнтес был обвинён армейской элитой в «мягком отношении к коммунизму». Во время своего президентства Идигорас Фуэнтес позволил ЦРУ обучать у себя кубинские силы в изгнании, которые потом использовались в неудачной операции в бухте Кочинос в 1961 году.
В начале 1960-х годов против него было предпринято несколько попыток государственного переворота, но все они потерпели неудачу, включая и мятеж в ВВС Гватемалы в 1962 году. В 1963 году министр обороны, полковник Энрике Перальта Асурдия, сверг его. Перальта, утверждавший, что всё правительство было пронизано коммунистами, отменил Конституцию и занял пост главы государства. Переворот Перальты был поддержан несколькими оппозиционными партиями, которые хотели покончить с возможностью того, что бывший левоцентристский гражданский президент Хуан Хосе Аревало вернётся в Гватемалу и будет баллотироваться на предстоящих выборах президента.

## Поздняя биография
Впоследствии Идигорас Фуэнтес горько переживал за неудачу операции в бухте Кочинос. В изгнании в Сальвадоре в 1974 году он заявил, что его сделали козлом отпущения за этот провал, и что США несут ответственность за его свержение. Идигорас умер от кровоизлияния в мозг в октябре 1982 года в военном госпитале в Гватемале в возрасте 86 лет. У него остались жена и двое детей.